# Мисисипи (линеен кораб, 1917)
Мисисипи (на английски: USS Mississippi (BB-41)) е линеен кораб на САЩ от типа „Ню Мексико“. Кръстен е в чест на реката Мисисипи в щата Ню Мексико. Спуснат е на вода на 25 януари 1917 г. и не участва в Първата световна война. По време на Втората световна война участва в сраженията срещу японците в Тихия океан. Получава 8 бойни звезди за служба.
След войната е оставен в състава на ВМС на САЩ, като кораб за изпитания. Отписан е от флота на 17 септември 1956 г. е продаден за скрап.

## История на службата
Линкорът е заложен на 5 април 1915 г. в корабостроителницата в Нюпорт Нюз, щата Вирджиния на компанията Northrop Grumman Corporation. Спуснат е на вода на 25 януари 1917 г. Влиза в строй на 18 декември 1917 г.
След спускането на вода, „Мисисипи“, на 22 март 1918 г., се насочва за Гуантанамо, Куба за корабни изпитания и обучение на екипажа. След месец линкорът поема към Хемптън Роудс (на английски: Hampton Roads) и плава между Бостън и Ню Йорк до началото на зимните маневри на 31 януари 1919 г. На 19 юли линкорът отплава от Атлантическото крайбрежие и отплава на запад. Пристига в новото си място на дислокация – Сан Педро, съда патрулира западното крайбрежие на САЩ в течение на следващите 4 години.
По време на учебни артилерийски стрелби, на 12 юни 1924 г., недалеч от Сан Педро, 48 души от екипажа се задушават в резултат на взрив в артилерийска кула №2. На 15 април 1925 г. корабът отплава от Сан Франциско за военни учения недалеч от Хавайските острови, а след това се насочва към Австралия. На 26 септември линкорът се връща на западното крайбрежие и патрулира там следващите 4 години. През този период често плава в района на Карибско море за тренировка на екипажа.
„Мисисипи“, на 30 март 1931 г., е изпратен в корабостроителницата в Норфолк за модернизация и основен ремонт. На 24 октомври 1934 г. линкорът се връща в Сан Педро, преминавайки през Панамския канал. В течение на следващите 7 години той действа по западното крайбрежие.
Връща се в Норфолк на 16 юни 1941 г., където линкорът е подготвен за патрулирането на водите на Северния Атлантик. На 28 септември 1941 г. той отплава за Исландия, където престоява няколко месеца.
На 22 януари 1942 г. линкорът пристига в Сан Франциско, където остава през следващите 7 месеца. На 6 декември, след военни учения около Хаваите, корабът е изпратен към Фиджи, откъдето се връща в Пърл Харбър на 2 март 1943 г. На 10 май „Мисисипи“ отплава от Пърл Харбър, за да участва в операциите около Алеутските острови. На 22 юли линкорът участва в обстрела на остров Киска. След основен ремонт в Сан Франциско той, на 19 октомври, взема участие в нападението над островите Гилбърт. При обстрел на остров Макин, на 20 ноември, една от кулите му се взривява, убивайки 43 души.
На 31 януари 1944 г. линкорът взема участие в кампанията на Маршаловите острови. На 15 март корабът обстрелва остров Нова Ирландия. След това корабът е изпратен за основен ремонт в Пюджет Саунд.
Връщайки се в зоната на бойните действия, „Мисисипи“ помага за десанта на Пелелиу на американските войски от 12 септември. След това той се насочва към Ману, където и остава до 12 октомври. Линкорът участва в десанта на Филипините и обстрелва крайбрежието на Лейте на 19 октомври.
„Мисисипи“ оказва поддръжка на американските войски в залива Лейте до 16 ноември. След това той, на 28 декември, посещава порта Сан Педро Бей, за да се подготви за десанта в Лусон. На 6 май, след ремонт, линкорът пристига на Окинава, за да оказва поддръжка на американските войски. На 5 юни камикадзе се врязва в десния борд на „Мисисипи“, но корабът продължава да оказва подкрепа на войските на Окинава до 16 юни.
След обявяването на капитуляцията на Япония „Мисисипи“ се насочва към остров Хоншу в качеството на поддръжка на окупационните сили. На 27 август линкорът пуска котва в Токийския залив и е свидетел на подписването на капитулационните документи. На 6 септември линкорът е изпратен към САЩ. „Мисисипи“ пристига в Норфолк на 27 ноември, където е преоборудван, до 15 февруари 1946 г., получава нов номер на борда AG-128 (спомагателен кораб-128). В качеството на кораб за изпитания линкорът служи в състава на ВМС през следващите 10 години, изпробвайки нови видове оръжие.
„Мисисипи“ е отписан от флота в Норфолк на 17 септември 1956 г., където е продаден на компанията Бетлехейм Стийл (на английски: Bethlehem Steel Co) на 28 ноември същата година.